# Rigadin professeur de danse
Pour plus de détails, voir Fiche technique et Distribution.
Rigadin professeur de danse est un film muet français réalisé par Georges Monca, sorti en 1916.

## Fiche technique
- Titre : Rigadin professeur de danse
- Réalisation : Georges Monca
- Scénario : Félix Léonnec
- Photographie :
- Montage :
- Société de production : Société cinématographique des auteurs et gens de lettres (S.C.A.G.L)
- Société de distribution : Pathé Frères
- Pays d'origine :  France
- Langue : film muet avec les intertitres en français
- Métrage : 395 mètres
- Format : Noir et blanc — 35 mm — 1,33:1 — Muet
- Genre :  Comédie
- Durée : 13 minutes et 10 secondes
- N° de catalogue Pathé : 7790
- Dates de sortie : 
  - France : 22 décembre 1916

## Distribution
- Charles Prince : Rigadin
- Madyne Coquelet
- Germaine Risse
- Denise Grey
- Gabrielle Lange
- Riri Bouché
- Lucienne Roger
- André Simon